# 多塞特广场

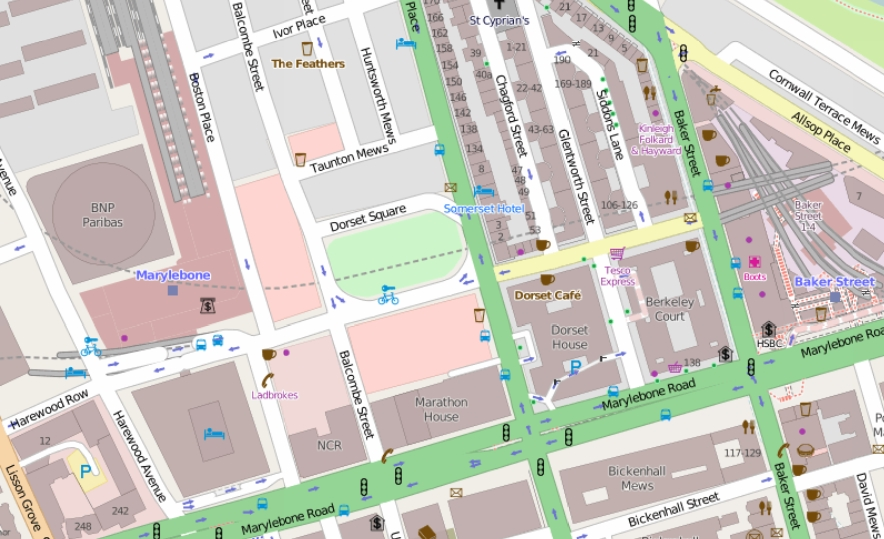

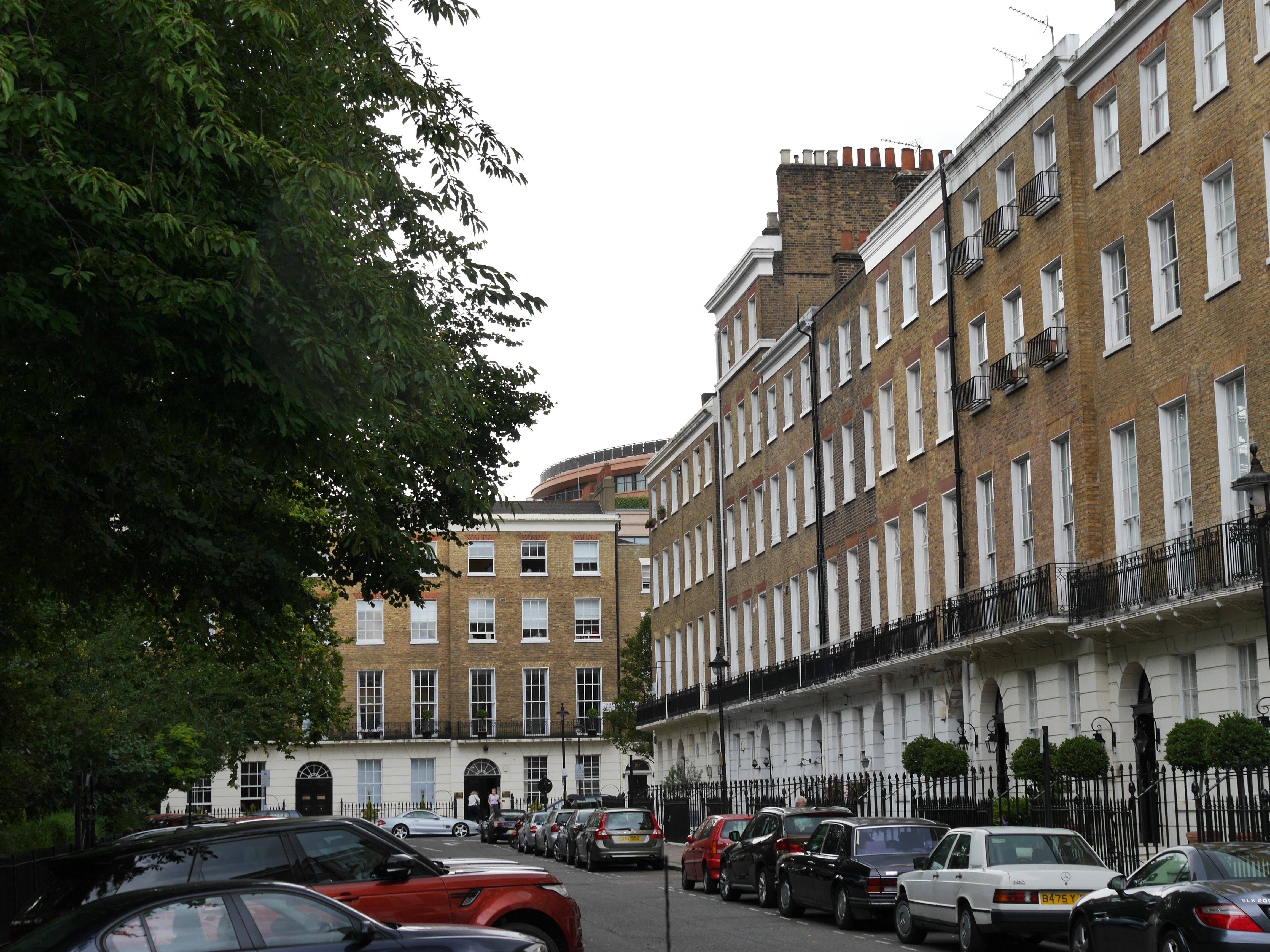

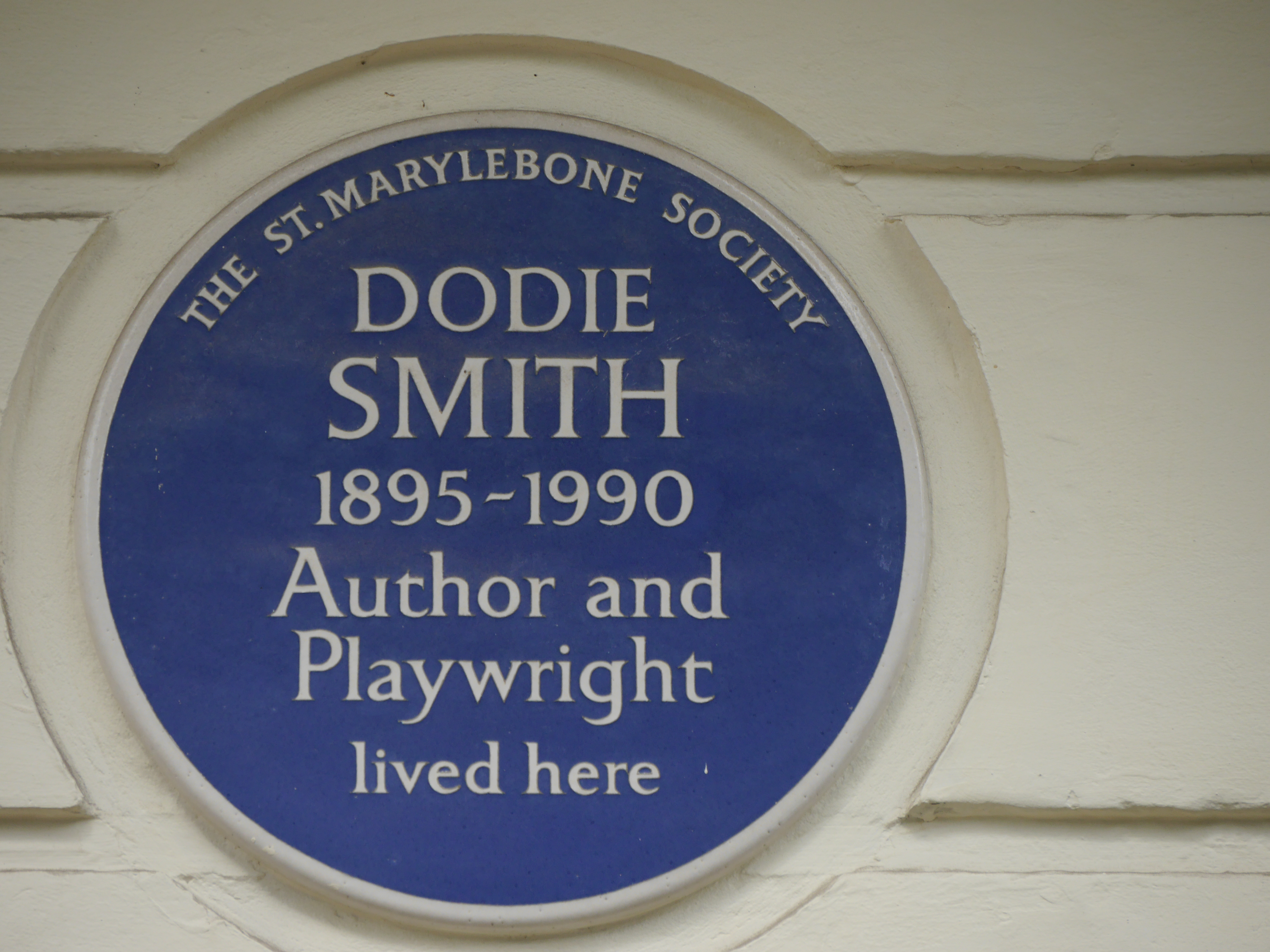
多塞特广场18号

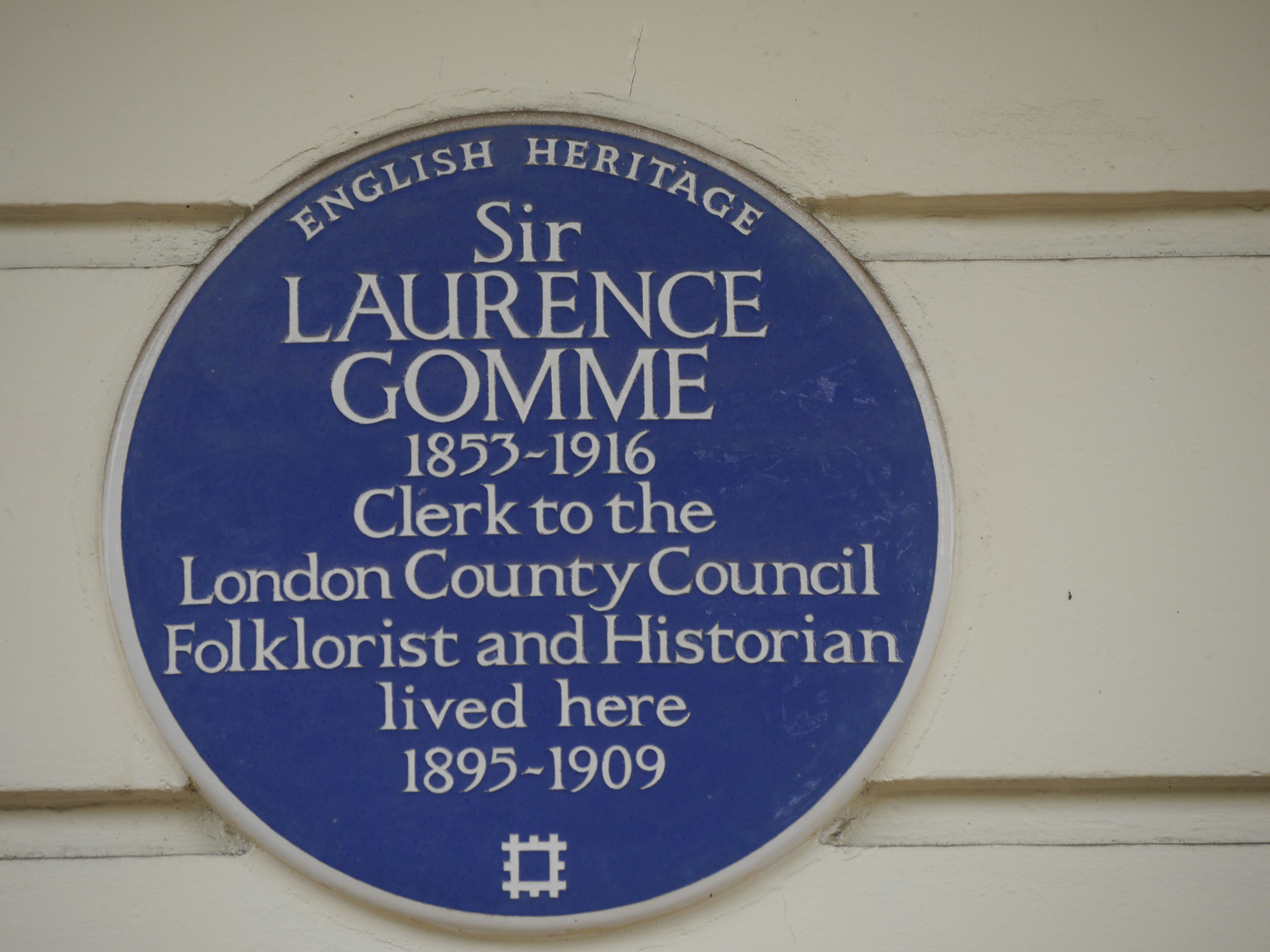
多塞特广场24号

多塞特广场（Dorset Square）是英国伦敦马里波恩的一个花园广场。它位于马里波恩路以北，东侧为格洛斯特坊（Gloucester Place），西侧为巴尔科姆街。
在板球俱乐部迁到圣约翰伍德的罗德板球场之前，多塞特广场是罗德老球场（Lord's Old Ground）的所在地。
广场的东侧（1-8号）和北侧（9-20号），都是二级保护建筑。萨尔瓦多驻伦敦大使馆位于8号。